# Montedoro
Montedoro – miejscowość i gmina we Włoszech, w regionie Sycylia, w prowincji Caltanissetta.
Według danych na rok 2004 gminę zamieszkiwało 1781 osób, 127,2 os./km².